# Saša Gajser
Saša Gajser (Maribor, 11 febbraio 1974) è un allenatore di calcio ed ex calciatore sloveno, di ruolo centrocampista.

## Palmarès

### Giocatore

#### Competizioni nazionali
- Coppa di Slovenia: 2

Maribor: 1991-1992, 1993-1994
- Campionato greco: 1

Olympiakos: 2002-2003